# Акуедолчи
Акуедо̀лчи (на италиански: Acquedolci, на сицилиански Acquaruci, Акуаручи, на местен диалект Eudauza, Еудаудза) е морско курортно градче и община в Южна Италия, провинция Месина, автономен регион и остров Сицилия. Разположено е на брега на Тиренско море. Населението на общината е 5744 души (към 2011 г.).
Градчето е създадено в 1922 г. след разрушението от съседното градче Сан Фратело от голямо свличане. До 1969 г. е част от община Сан Фратело.